# Maria Sadzewiczowa

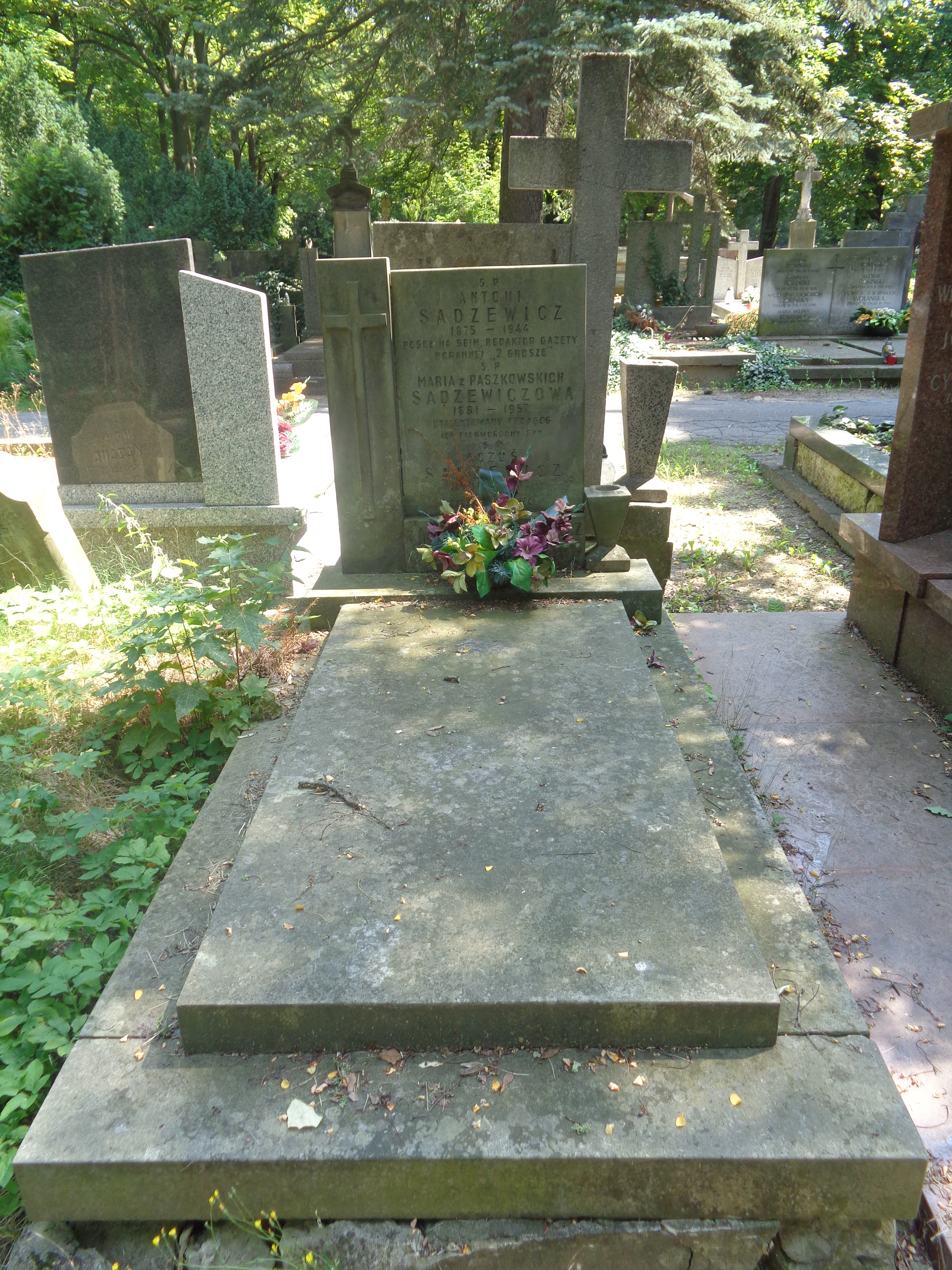
Nagrobek Antoniego i Marii Sadzewiczów na Cmentarzu Powązkowskim

Maria Sadzewiczowa z d. Paszkowska (ur. 24 września 1881 w Petersburgu, zm. 23 lutego 1957 w Warszawie) – polska fizyk, nauczycielka, autorka opracowań dydaktycznych.

## Życiorys
Maria była córką Adolfa Paszkowskiego (1847-1884), inżyniera komunikacji i Marii z Rodziewiczów, miała brata Kazimierza Paszkowskiego, inżyniera metalurga i siostrę Adolfinę Paszkowską (1884-1968), tancerkę i reżyserkę. 
W 1899 ukończyła gimnazjum w Pskowie, następnie studiowała na Uniwersytecie Jagiellońskim, Uniwersytecie Lwowskim i Uniwersytecie w Genewie.
Od 1908 do 1914 pracowała jako nauczycielka w warszawskich gimnazjach; wobec trudnej sytuacji warszawskich szkół, zorganizowała międzyszkolną pracownię fizyczną dla uczniów szkół warszawskich, brała udział w pracach nad programem nauczania fizyki w szkołach średnich.
Była wykładowcą i kierowniczką trzyletnich kursów handlowych dla kobiet w Warszawie, prowadzonych przez Katolicki Związek Kobiet Polskich. 
W latach 1920–1932 była nauczycielką w Seminarium Nauczycielskim Związku Polek w Warszawie, a od 1933 dyrektorką gimnazjum żeńskiego Anieli Hoene-Przesmyckiej w Warszawie.
W okresie okupacji hitlerowskiej prowadziła tajne nauczanie dla młodzieży w zakresie matematyki i fizyki. W swym domu w Baczkach ukrywała rodziny żydowskie.
W październiku 1944 Łochowie założyła liceum ogólnokształcące, w którym pracowała jako nauczycielka i dyrektorka do przejścia na emeryturę w 1955. W 1964 liceum w Łochowie otrzymało imię Marii Sadzewiczowej, w 1970 odsłonięto tablicę pamiątkową.
Jest patronką ulicy w Łochowie.

## Publikacje
W 1913 wraz z Marianem Grotowskim, Wacławem Wernerem, Stanisławem Landauem wydała pracę Z dziejów rozwoju fizyki (Warszawa 1913; wyd. 2, zmienione ukazało się pt. Dzieje rozwoju fizyki Warszawa 1931); była autorką rozdziału Mechanika.
- Chłodnictwo i jego zastosowanie. Lwów, Warszawa: Książnica - Atlas, 1936 (Seria Lektura z Fizyki; z. 1)
- Lądem, wodą i powietrzem. Poznań: Księgarnia św. Wojciecha, 1929 (Seria Dla Wszystkich". Seria C, Biblioteczka Przyrodniczo-Geograficzna; 215); wznowienie książki opracował syn Marek Sadzewicz (Warszawa: Nasza Księgarnia, 1961).
- Słońce. Poznań: Księgarnia św. Wojciecha, 1932 (Seria Dla Wszystkich. Seria C, Biblioteczka Przyrodniczo-Geograficzna. Stopień 2 Dla Wszystkich; 222).
- Metodyka ćwiczeń praktycznych do pogadanek: dla pierwszych klas szkoły powszechnej, oparta na protokółach z lekcji. Lwów, Warszawa: Książnica-Atlas, 1925 (wraz z Wandą Daszewską).
- Jak i dlaczego?: podręcznik przyrody martwej dla 5 kl. szkoły powszechnej. Lwów: Książnica-Atlas, 1937, 127 s. (wraz z Antoniną Ptaszycką (1881-1957).
- tłumaczenie z ang. pracy: Mary Everest Boole, Przygotowanie dziecka do wiedzy ścisłej. Warszawa, Kraków: Gebethner i Wolff, 1912. (Seria Biblioteka Życia Codziennego).
- w latach 1922-1923 była redaktorem czasopisma "Rodzina: wydawnictwo społeczno-wychowawcze", wydawanego w Warszawie.

## Rodzina
W 1904 zawarła związek małżeński z Antonim Sadzewiczem; miała pięcioro dzieci: w tym: syna Marka (1907-1975, dziennikarza), córkę Barbarę (1915-1988, uczestniczka powstania warszawskiego). 
Została pochowana na cmentarzu Powązkowskim (kwatera 291-2-7).